# Albo herred
Albo Herred (svensk: Albo härad) var et herred beliggende i det østlige Skåne. 
I herredet lå bl.a. Gladsax hus og herregårdene Svabesholm, Søstrupgård, Esperødgård, Torupgård og Kronevoldgård.
Største by er Kivik. Her ligger med Kivik-graven Nordens største bronzealdergrav.